# سییرا انترتینمنت
سییِرا انترتینمنت (به انگلیسی: Sierra Entertainment) یک شرکت طراحی و تولید بازی‌های رایانه‌ای است که مقر آن در اوکهرست، کالیفرنیا است.